# As in a Last Supper
As in a Last Supper è il sesto album in studio del gruppo musicale italiano Banco del Mutuo Soccorso, pubblicato nel 1976.

## Descrizione
Rappresenta la versione in lingua inglese di Come in un'ultima cena, edito per il mercato europeo, con i testi tradotti da Angelo Branduardi. I brani sono stati tenuti nelle stesse versioni (ad eccezione della voce, ovviamente) e si riscontrano poche differenze con l'album Italiano (il fade out di Voilà Midae! che avviene prima rispetto alla versione Italiana e in maniera leggermente diversa).

## Tracce
Testi in inglese tradotti e adattati da Angelo Branduardi.
Lato A
1. At Supper, for Example – 6:04 (Francesco Di Giacomo, Vittorio Nocenzi (testi in italiano), Vittorio Nocenzi (musica))
2. The Spider – 4:49 (Francesco Di Giacomo, Vittorio Nocenzi (testi in italiano), Vittorio Nocenzi (musica))
3. John Has a Good Heart, But... – 3:32 (Francesco Di Giacomo, Vittorio Nocenzi (testi in italiano), Vittorio Nocenzi (musica))
4. Slogan – 7:13 (Francesco Di Giacomo, Vittorio Nocenzi (testi in italiano), Vittorio Nocenzi (musica))

Durata totale: 21:38
Lato B
1. They Say Dolphins Speak – 6:50 (Francesco Di Giacomo, Vittorio Nocenzi (testi in italiano), Gianni Nocenzi (musica))
2. Voilà Midae! – 5:45 (Francesco Di Giacomo, Vittorio Nocenzi (testi in italiano), Gianni Nocenzi (musica))
3. When Good People Counsel – 1:49 (Francesco Di Giacomo, Vittorio Nocenzi (testi in italiano), Vittorio Nocenzi (musica))
4. The Night Is Full – 4:06 (Francesco Di Giacomo, Vittorio Nocenzi (testi in italiano), Gianni Nocenzi (musica))
5. Towards My Door – 4:25 (Francesco Di Giacomo, Vittorio Nocenzi (testi in italiano), Vittorio Nocenzi (musica))

Durata totale: 22:55

## Musicisti
- Francesco Di Giacomo - voce
- Vittorio Nocenzi - organo Hammond, sintetizzatore
- Rodolfo Maltese - chitarra elettrica, chitarra acustica, tromba, voce
- Gianni Nocenzi - pianoforte, clarinetto, sintetizzatore
- Renato D'Angelo - basso, chitarra acustica
- Pierluigi Calderoni - batteria, percussioni

Altri musicisti
- Angelo Branduardi - violino, traduzione e adattamento testi in inglese

Note aggiuntive
- Banco del Mutuo Soccorso - produzione
- David Zard (accreditato come David Zand) - produttore esecutivo
- Peter Kaukonen - tecnico del suono[1]